# Антонов, Александр Николаевич (военный)
Алекса́ндр Никола́евич Анто́нов (1863—1942) — российский военный деятель и педагог, генерал-майор Белой армии. Директор Петровского Полтавского кадетского корпуса (1917—1920).

## Биография
Родился 8 сентября 1863 года в Вильно.

В 1882 году после окончания Виленской мужской гимназии поступил в Виленское пехотное юнкерское училище после окончания которого в 1885 году был произведен в подпоручики и выпущен был в Троицкий 107-й пехотный полк. В 1889 году был произведён в поручики. В 1896 году после окончания Николаевской академии Генерального штаба по II разряду  был  переведён в Главное управление военно-учебных заведений и назначен командиром роты юнкеров и младшим офицером Виленского пехотного юнкерского училища. В 1897 году произведён в штабс-капитаны. 
С 1900 года назначен офицером-воспитателем, с 1910 по 1911 год — помощник инспектора классов Первого кадетского корпуса. В 1900 году произведён в капитаны, в 1903 году в подполковники. С 22 по 31 декабря 1908 года А. Н. Антонов в качестве обязательного участника был  представителем от Первого кадетского корпуса на Первом съезде офицеров-воспитателей кадетских корпусов. На съезде им был прочитан доклад на тему: «Воспитание и преподаватели; их взаимоотношения в общем деле воспитания и образования кадет». С 1911  по 1917 год — инспектор классов Донского Императора Александра III кадетского корпуса. В 1911 году за отличие по службе был произведён в полковники.
С 1917 по 1920 год — директор Петровского Полтавского кадетского корпуса. С 1918 года корпус под руководством А. Н. Антонова входил в состав Украинской державы при гетмане П. П. Скоропадском. В 1919 году корпус во главе с А. Н. Антоновым был эвакуирован во Владикавказ, затем в Кутаис (Грузия). С 1919 по 1920 год А. Н. Антонов являлся участником Белого движения в составе Вооружённых сил Юга России, продолжая возглавлять Петровский Полтавский кадетский корпус. В 1920 году после наступления Красной армии корпус был эвакуирован в Крым, где вместе с другими эвакуированными кадетскими корпусами объединяется в Крымский кадетский корпус. С начала 1920 года состоял в резерве чинов при штабе Русской армии генерала П. Н. Врангеля. С ноября 1920 года вместе с остатками армии был эвакуирован  из Крыма в район Черноморских проливов, затем в Болгарию и в Королевство Сербов, Хорватов и Словенцев. Был участником Галлиполийского сидения и членом Общества галлиполийцев. С 1925 года — штатный преподаватель Константиновского военного училища в Югославии
Скончался 16 мая 1942 года в городе Сарваш в Венгрии.

## Награды
- Орден Святого Станислава 3-й степени с мечами и бантом
- Орден Святой Анны 3-й степени
- Орден Святого Станислава 2-й степени
- Орден Святой Анны 2-й степени
- Орден Святого Владимира 4-й степени
- Орден Святого Владимира 3-й степени
- Высочайшее благоволение (ВП 08.05.1915)